# Maiwai
Maiwai (万祝) est un seinen manga écrit et dessiné par Minetarō Mochizuki. Il a été prépublié entre 2002 et 2008 dans le magazine Young Magazine de l'éditeur Kōdansha et a été compilé en un total de onze volumes. La version française est éditée par Pika Édition.

## Synopsis
Des pirates comme on en voit dans les livres et les films, ça existe vraiment ? La jeune Funako Yamato, championne d'arts martiaux et petite fille de pêcheur traditionnel, va le découvrir à ses dépens... Tout commence quand Katô, un étrange jeune homme vient s'installer chez elle. Quelque temps après, d'étranges individus - des pirates vêtus comme des catcheurs - kidnappent Funako et elle se retrouve au beau milieu de l'océan ...

## Liste des volumes
Le manga a été prépublié entre 2002 et 2008 dans le magazine Young Magazine de l'éditeur Kōdansha et a été compilé en un total de onze volumes. La version française est éditée par Pika Édition depuis 2010 dont sept volumes sont sortis entre octobre 2010 et février 2015. À la suite des mauvaises ventes du titre en France, l'éditeur a décidé de sortir la série annuellement.
| no | Japonais         | Japonais          | Français          | Français          |
| no | Date de sortie   | ISBN              | Date de sortie    | ISBN              |
| --- | ---------------- | ----------------- | ----------------- | ----------------- |
| 1 | 2 août 2003      | 978-4-06-323519-7 | 6 octobre 2010    | 978-2-8116-0343-4 |
| Liste des chapitres : - Chapitre 1 : Quelle est cette palpitation dans ma poitrine ?! - Chapitre 2 : Funako va à son club de sport ! - Chapitre 3 : Calme plat sur l'océan de Funako ! - Chapitre 4 : C'est ici que tout va commencer ! - Chapitre 5 : Katô le locataire ! - Chapitre 6 : Le monde de grand-père ! - Chapitre 7 : Des pirates ? Ça existe ?! - Chapitre 8 : Boule noire ! - Chapitre 9 : Kanjumaru, bateau pirate ! - Chapitre 10 : Une île au trésor ?! - Chapitre 11 : Libertaria ! Le pays des pirates !       |                  |                   |                   |                   |
| 2 | 5 mars 2004      | 978-4-06-361185-4 | 1er décembre 2010 | 978-2-8116-0381-6 |
| Liste des chapitres : - Chapitre 12 : En haut du mât - Chapitre 13 : Fantômes des œuvres vives !! - Chapitre 14 : Plongeon - Chapitre 15 : Pierre de corail - Chapitre 16 : En avant toute ! - Chapitre 17 : Au revoir, Kanjumaru ! - Chapitre 18 : Katô au lycée ! - Chapitre 19 : Funako se laisse masser la poitrine ! - Chapitre 20 : L'âge d'or des pirates - Chapitre 21 : L'île isolée des pirates |                  |                   |                   |                   |
| 3 | 6 mai 2004       | 978-4-06-361232-5 | 16 mars 2011      | 978-2-8116-0439-4 |
| Liste des chapitres : - Chapitre 22 : Une lettre de Chôjirô - Chapitre 23 : La veille de l'anniversaire - Chapitre 24 : Seigneur de la roche - Chapitre 25 : Le cadeau d'anniversaire - Chapitre 26 : À l'intérieur du coffre - Chapitre 27 : Le rire de Katô et le Phantasmagoria - Chapitre 28 : Vers les 16 ans de Funako - Chapitre 29 : La jetée - Chapitre 30 : Le Phantasmagoria quitte le port - Chapitre 31 : L'objet de la quête... - Chapitre 32 : Fille et père - Chapitre 33 : Cap sur la mer brillante comme l'or ! |                  |                   |                   |                   |
| 4 | 6 décembre 2004  | 978-4-06-361292-9 | 18 juillet 2012   | 978-2-8116-0733-3 |
| Liste des chapitres : - Chapitre 34 : Premier jour en haute mer - Chapitre 35 : Typhon et étrange capitaine - Chapitre 36 : Déferlantes et mystérieux navire - Chapitre 37 : L'esprit mari et le cap de Katô - Chapitre 38 : Butin d'argent sale - Chapitre 39 : Le goût du peyotl - Chapitre 40 : Cap sur la tour - Chapitre 41 : Go, Funako ! - Chapitre 42 : L'histoire du capitaine - Chapitre 43 : Ce n'est pas encore la bataille - Chapitre 44 : Évasion - Chapitre 45 : Cap sur l'île au trésor !                         |                  |                   |                   |                   |
| 5 | 5 août 2005      | 978-4-06-361338-4 | 20 mars 2013      | 978-2-8116-1113-2 |
| Liste des chapitres : - Chapitre 46 : Mer des monstres ! - Chapitre 47 : Mi-parcours - Chapitre 48 : Dead zone - Chapitre 49 : Sous-marin louche ! - Chapitre 50 : À la poursuite du sous-marin - Chapitre 51 : La mer du diable - Chapitre 52 : Parce que nos regards se sont croisés - Chapitre 53 : J'ai vu l'ombre du démon ! - Chapitre 54 : Chant de la trahison, chant de la tempête - 1 - Chapitre 55 : Chant de la trahison, chant de la tempête - 2 - Chapitre 56 : Suzuki le félon - Chapitre 57 : Shark attack !      |                  |                   |                   |                   |
| 6 | 6 avril 2006     | 978-4-06-361431-2 | 16 avril 2014     | 978-2-8116-1424-9 |
| Liste des chapitres : - Chapitre 58 : Vaisseau fantôme - Chapitre 59 : Explorateurs... - Chapitre 60 : Mollusque - Chapitre 61 : Mais toi, je te déteste ! - Chapitre 62 : Grêle - Chapitre 63 : Thrill junkie - Chapitre 64 : Grand-père a été là - Chapitre 65 : Voie lactée marine - Chapitre 66 : En route sur la voie lactée ! - Chapitre 67 : Dans la brume - Chapitre 68 : Hôshinmaru VS Phantasmagoria - Chapitre 69 : Lugubre silhouette                                                                                 |                  |                   |                   |                   |
| 7 | 6 septembre 2006 | 978-4-06-361476-3 | 18 février 2015   | 978-2-8116-1825-4 |
| Liste des chapitres : - Chapitre 70 : L'île au trésor ! - Chapitre 71 : Le gibet de Wapping - Chapitre 72 : L'histoire de la mer aux remous du destin - Chapitre 73 : Mouillage - Chapitre 74 : Lagoon - Chapitre 75 : Un monde où je n'existe pas - Chapitre 76 : Explosion du parapluie ! - Chapitre 77 : Dans ta face ! - Chapitre 78 : L'assaut du hors-la-loi - Chapitre 79 : Vérité sur le gaz - Chapitre 80 : Je la veux, je la veux, la tête de mort ! - Chapitre 81 : Et le sous-marin coule                             |                  |                   |                   |                   |
| 8 | 6 juin 2007      | 978-4-06-361533-3 | 17 février 2016   | 978-2-8116-2722-5 |
| Liste des chapitres : - Chapitre 82 : La porte ! - Chapitre 83 : Signe du hasard - Chapitre 84 : Pierre télévision - Chapitre 85 : Piège - Chapitre 86 : Fiers marins... - Chapitre 87 : Si on trouve le trésor - Chapitre 88 : Au milieu des ruines - Chapitre 89 : Vent de caverne - Chapitre 90 : Dans le vent de caverne - Chapitre 91 : Et vogue le bateau pirate ! - Chapitre 92 : Combat à mort - Chapitre 93 : Instant de béatitude                                                                                       |                  |                   |                   |                   |
| 9 | 6 novembre 2007  | 978-4-06-361605-7 | 15 mars 2017      | 978-2-8116-3380-6 |
| Liste des chapitres : - Chapitre 94 : Road to nowhere - Chapitre 95 : Compagnons de route ! - Chapitre 96 : Passage - Chapitre 97 : Un verre avant le trésor ! - Chapitre 98 : Frontière bleue - Chapitre 99 : Fusillade ! - Chapitre 100 : C'est stupide ! - Chapitre 101 : Lettre de mon grand-père — 2 - Chapitre 102 : le trésor des pirates ! - Chapitre 103 : Ce que c'est qu'être un homme - Chapitre 104 : Libertaria ! - Chapitre 105 : Fonce, Kamobayashi ! - Chapitre 106 : Kamonohashi Sea Land !                     |                  |                   |                   |                   |
| 10 | 6 juin 2008      | 978-4-06-361676-7 | 21 mars 2018      | 978-2-8116-4068-2 |
| 11 | 6 juin 2008      | 978-4-06-361677-4 | 27 mars 2019      |                   |